# Iosif Petschovschi
Iosif Petschovschi en roumain ou József Pecsovszky (ou József Perényi) en hongrois, né le 2 juillet 1921 à Timișoara en Roumanie et décédé le 6 octobre 1968 à Arad en Roumanie, était un joueur et entraîneur de football roumain et hongrois, qui évoluait au poste de milieu offensif. 
Il évolue au sein de deux équipes nationales différentes au cours de sa carrière. Il compte trois sélections pour l'équipe de Hongrie. Il dispute 32 matchs et 11 buts avec l'équipe de Roumanie.

## Biographie

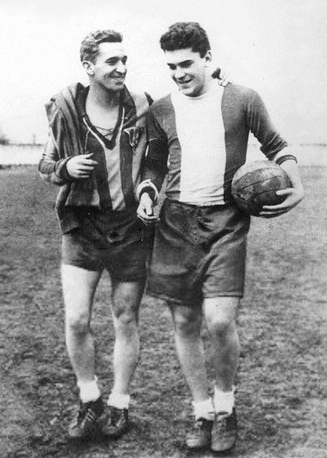
Petschovschi (gauche) et son fils en 1961.

### Carrière de joueur
La mère de Petschovschi était roumaine-hongroise et son père des racines polonaises. Au cours de sa carrière en club, Iosif Petschovschi remporte cinq championnats de Roumanie, un championnat de Hongrie, et enfin deux Coupes de Roumanie.
Lors de la saison 1946-1947, il inscrit 12 buts dans le championnat de Roumanie, ce qui constitue sa meilleure performance dans cette compétition.

### Carrière internationale
Iosif Petschovschi connaît deux sélections nationales différentes en tant que joueur, la Hongrie entre 1942 et 1943 et la Roumanie entre 1945 et 1958.
Il obtient trois sélections en équipe de Hongrie entre 1942 et 1943. 
Il est convoqué pour la première fois par le sélectionneur national Vághy Kálmán pour un match amical contre la Suisse le 1er novembre 1942 (victoire 3-0). Il reçoit sa dernière sélection le 6 juin 1943 contre la Bulgarie (victoire 4-2).
Il obtient également 32 sélections et inscrit 11 buts en équipe de Roumanie entre 1945 et 1958. Entre 1949 et 1958, il porte à 14 reprises le brassard de capitaine de la sélection nationale roumaine.
Il est convoqué pour la première fois par le sélectionneur national Coloman Braun-Bogdan pour un match amical contre la Hongrie le 30 septembre 1945, où il marque son premier but en sélection (défaite 7-2). Il reçoit sa dernière sélection le 14 septembre 1958 contre l'Allemagne de l'Est (défaite 3-2).

## Palmarès
- Avec le Nagyváradi AC :
  - Champion de Hongrie en 1944

- Avec l'UTA Arad :
  - Champion de Roumanie en 1947, 1948 et 1950
  - Vainqueur de la Coupe de Roumanie en 1948

- Avec le CAA Bucarest :
  - Champion de Roumanie en 1952 et 1953
  - Vainqueur de la Coupe de Roumanie en 1952